# Formica arcana
Formica arcana är en myrart som beskrevs av Samuel Hubbard Scudder 1877. Formica arcana ingår i släktet Formica och familjen myror. Inga underarter finns listade i Catalogue of Life.